# Promozione Umbria 1953-1954
La Promozione fu il massimo campionato regionale di calcio disputato in Umbria nella stagione 1953-1954.

## Aggiornamenti
- F.lli Canonichetti Assisi e Maioliche Perugia sono state entrambi escluse per fallimento e radiate dai quadri federali.

## Squadre partecipanti
| Squadra                  | Città (provincia)                       | Stagione 1952-53                          |
| ------------------------ | --------------------------------------- | ----------------------------------------- |
| U.S. Acquasparta         | Acquasparta (TR)                        | 11° in Promozione Umbria                  |
| A.S. Amerina             | Amelia (TR)                             | 2° in Prima Divisione Umbria/B, ripescata |
| A.S. Angelana            | Santa Maria degli Angeli di Assisi (PG) | 3° in Prima Divisione Umbria/A, ripescata |
| A.C. Aurora San Giustino | San Giustino (PG)                       | 4° in Prima Divisione Umbria/A, ripescata |
| G.C.G. Grifo Perugia     | Perugia                                 | 10° in Promozione Umbria                  |
| A.C. Giontella Bastia    | Bastia Umbra (PG)                       | 4° in Prima Divisione Umbria/A, ripescato |
| A.S. Gubbio              | Gubbio (PG)                             | 3° in Promozione Umbria                   |
| U.P. Narnese             | Narni (TR)                              | 6° in Promozione Umbria                   |
| U.S. Orvietana           | Orvieto (TR)                            | 3° in Promozione Umbria                   |
| S.S. Ternana             | Terni                                   | 2° in Promozione Umbria                   |
| S.S. Tiberis             | Umbertide (PG)                          | 1° in Prima Divisione Umbria/A, promossa  |
| S.S. Todi                | Todi (PG)                               | 1° in Prima Divisione Umbria/B, promosso  |
| S.S. Valerio Bacigalupo  | Terni                                   | 6° in Promozione Umbria                   |
| S.S. Virtus Spoleto      | Spoleto (PG)                            | 3° in Promozione Umbria                   |

## Classifica finale
|  | Pos. | Squadra              | Pt | G  | V  | N | P  | GF | GS | DR  |
|  | ---- | -------------------- | -- | -- | -- | - | -- | -- | -- | --- |
|  | 1.   | Ternana              | 44 | 26 | 20 | 4 | 2  | 80 | 17 | +63 |
|  | 2.   | Virtus Spoleto       | 38 | 26 | 18 | 2 | 6  | 63 | 23 | +40 |
|  | 3.   | Giontella Bastia     | 34 | 26 | 15 | 4 | 7  | 47 | 47 | 0   |
|  | 4.   | Angelana             | 28 | 25 | 10 | 8 | 7  | 44 | 26 | +18 |
|  | 4.   | Orvietana            | 28 | 25 | 12 | 4 | 9  | 42 | 33 | +9  |
|  | 6.   | Narnese              | 27 | 26 | 11 | 5 | 10 | 47 | 30 | +17 |
|  | 7.   | Tiberis              | 26 | 26 | 11 | 4 | 11 | 37 | 37 | 0   |
|  | 8.   | G.C.G. Grifo Perugia | 25 | 26 | 10 | 5 | 11 | 33 | 45 | -12 |
|  | 9.   | Amerina              | 23 | 26 | 7  | 9 | 10 | 28 | 37 | -9  |
|  | 9.   | Todi                 | 23 | 26 | 10 | 3 | 13 | 29 | 42 | -13 |
|  | 11.  | Gubbio               | 22 | 26 | 9  | 4 | 13 | 39 | 57 | -18 |
|  | 12.  | Valerio Bacigalupo   | 18 | 26 | 7  | 4 | 15 | 34 | 56 | -22 |
|  | 13.  | Aurora San Giustino  | 15 | 25 | 6  | 3 | 16 | 23 | 43 | -20 |
|  | 14.  | Acquasparta          | 9  | 25 | 3  | 3 | 19 | 24 | 77 | -53 |

Legenda:

      Promossa in  IV Serie 1954-1955.
      Retrocessa in Prima Divisione Umbria 1954-1955.
Note:

Due punti a vittoria, uno a pareggio, zero a sconfitta.